# Dmitrij Jarosjenko

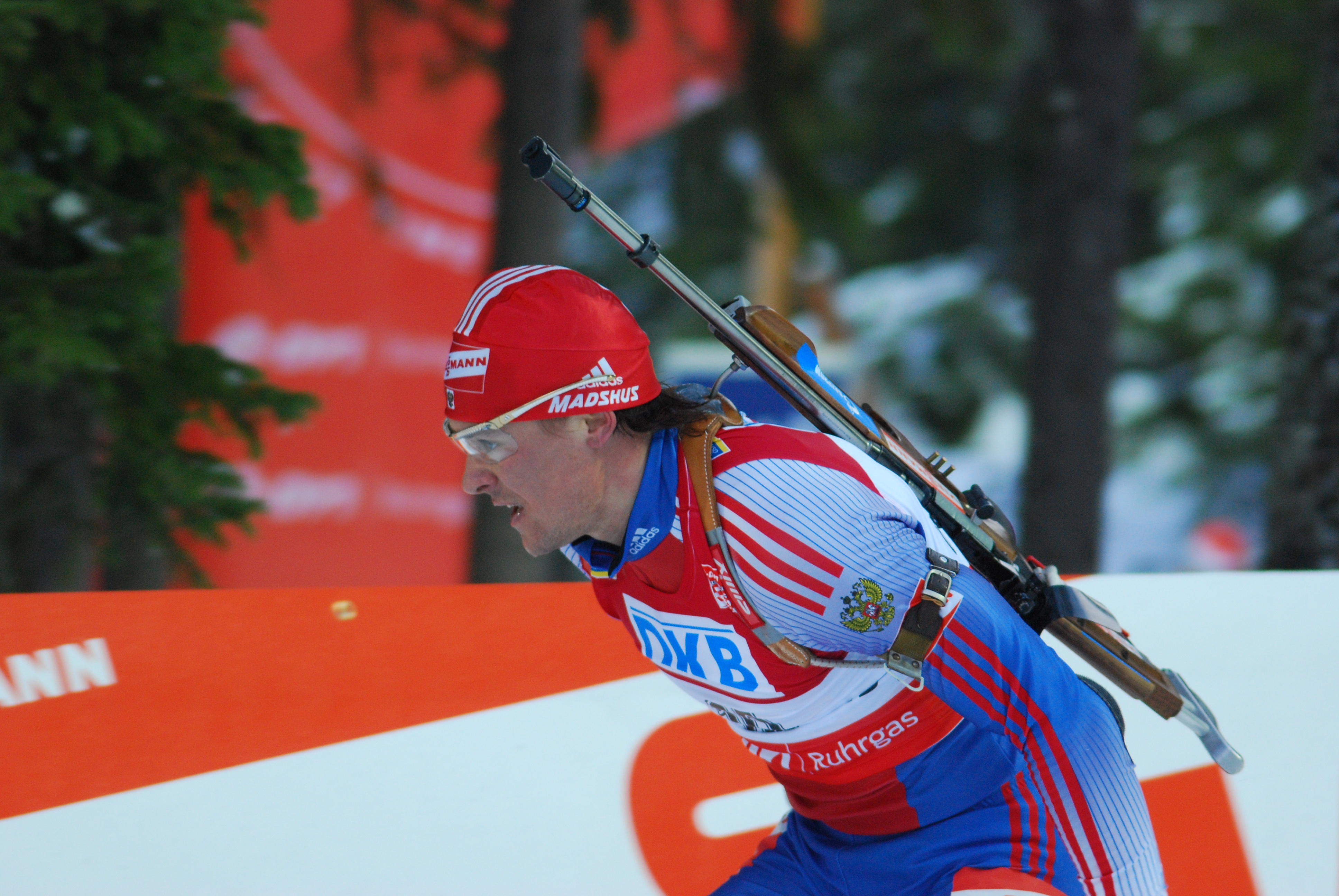
Dmitrij Jarosjenko under Världsmästerskapen i skidskytte 2008

Dmitrij Vladimirovitj Jarosjenko (ryska: Дмитрий Владимирович Ярошенко), född 4 november 1976 i Makarov i Sachalin oblast, är en rysk skidskytt.
Jarosjenko som är bosatt i Novosibirsk är officer. Han debuterade i skidskytte vid 11 års ålder. Jarosjenkos första seger i världscupen kom vid tävlingar i Hochfilzen i december 2007. Efter att ha lämnat ett positivt dopningsprov vid världscuppremiären i Östersund blev Jarosjenko i februari 2009 avstängd från allt tävlande i två år.

## Meriter

### VM
- 2007: Stafett – guld

### EM
- 2005: Stafett – guld
- 2004: Distans – silver

### Världscupen
- Stafett – 3 segrar

### Europacupen
- Sprint – 3 segrar
- Distans – 1 seger
- Jaktstart – 1 seger
- Stafett – 1 seger